# Amitav Ghosh
Amitav Ghosh (nacido el 11 de julio de 1956 en Calcuta), es un autor indio bengalí conocido sobre todo por sus obras de ficción en inglés.

## Educación
Ghosh fue educado en una escuela sólo para chicos, The Doon School donde editó The Doon School Weekly. Entre sus contemporáneos en la Doon estuvieron los autores Vikram Seth y Ram Guha. Después de la Doon, se graduó en el St. Stephen's College, de la universidad de Delhi y la Delhi School of Economics. Entonces ganó la beca Inlaks Foundation para completar un Ph. D. en antropología social en el Saint Edmund Hall, bajo la supervisión de Peter Lienhardt.

## Vida
Amitav Ghosh nació en Calcuta el 11 de julio de 1956 en el seno de una familia hindú bengalí, siendo su padre el teniente coronel Shailendra Chandra Ghosh, un oficial retirado del ejército anglo-indio anterior a la independencia. Su primer trabajo fue en el periódico Indian Express de Nueva Delhi.
Ghosh vive en Nueva York con su esposa, Deborah Baker, autora de la biografía de Laura Riding In Extremis: The Life of Laura Riding (1993) y una editora sénior en Little, Brown and Company. Tienen dos hijos, Lila y Nayan. Ha sido un Fellow en el Centro para el estudio de las ciencias sociales (Calcuta) y el Centro para los estudios de desarrollo en Trivandrum. En 1999, Ghosh se unió a la facultad del Queens College, universidad de la ciudad de Nueva York, como Profesor Distinguido en literatura comparada. También ha sido un profesor invitado en el departamento de inglés de la universidad de Harvard desde 2005. Ghosh posteriormente regresó a la India y empezó a trabajar en la trilogía Ibis que comprende Mar de amapolas, Ríos de humo y Flood of Fire (publicado en mayo de 2015).
Recibió el Padma Shri del gobierno de la India en 2007. En 2009, fue elegido miembro de la Royal Society of Literature. En 2015 Ghosh fue elegido miembro Art of Change de la Fundación Ford.

## Obra

### Ficción
Ghosh es el autor de El círculo de la razón (su primera novela, de 1986), Líneas de sombre (1988), El cromosoma Calcuta (1995), El palacio de cristal (2000), La marea hambrienta (2004), y Mar de amapolas (2008), el primer volumen de su trilogía "El Ibis", ambientada en los años 1830, justo antes de la guerra del opio, que contiene la historia colonial de Oriente. La última obra de ficción de Ghosh es Ríos de humo (2011), el segundo volumen de la trilogía "El Ibis". El tercer volumen, Flood of Fire, que completa la trilogía, se ha publicado el 28 de mayo de 2015 con críticas positivas. La mayor parte de sus obras contienen una ambientación histórica, especialmente en el contexto del mundo del océano Índico. En una entrevista con Mahmood Kooria, dijo:
"No fue algo intencional, pero a veces las cosas son intencionales sin ser intencionales. Aunque nunca fuera parte de una empresa planeada y no empezó como un proyecto consciente, reflexionando sobre ello me di cuenta de que esto es realmente lo que siempre me interesó más: la bahía de Bengala, el mar Arábigo, el océano Índico, y las conexiones y las interconexiones entre estas regiones." 

### Novela gráfica
En 2021 publicó Jungle Nama, novela gráfica en verso ilustrada por el artista pakistano-estadounidense Salman Toor. Se trata de una adaptación en verso de una leyenda bengalí sobre la diosa de los bosques Bonbibi.

### Ensayo
Entre los ensayos destacados de Ghosh se encuentran En una tierra milenaria (1992), Dancing in Cambodia and at Large in Burma ("Bailando en Camboya y, en gran medida, en Birmania", 1998), Countdown ("Cuenta atrás" 1999), y The Imam and the Indian ("El imán y el indio", 2002, una gran colección de ensayos de diferentes temas como el fundamentalismo, la historia de la novela, cultura egipcia, y literatura). Sus escritos aparecen en periódicos y revistas de la India y en el extranjero.

### Premios y reconocimientos
El círculo de la razón ganó el Premio Médicis, uno de los máximos premios literarios de Francia. Líneas de sombra ganó el premio Sahitya Akademi y el Ananda Puraskar. El cromosoma Calcuta ganó el Premio Arthur C. Clarke de 1997. Mar de amapolas fue candidata al Man Booker Prize de 2008. Fue ganador ex aequo del Premio Literario Vodafone Crossword en 2009, y lo mismo con el Premio Dan David de 2010. Ríos de humo fue candidata al Premio Literario Man Asian de 2011. El gobierno de la India le otorgó el honor cívico de Padma Shri en 2007.
Es famoso que Ghosh retiró su novela El palacio de cristal como candidata al premio de escritores de la Commonwealth, cuando había sido considerada la Mejor Novela en la sección Euroasiática, citando sus objeciones al término "Commonwealth" y las injustas exigencias del idioma inglés especificadas en las normas. Posteriormente, suscitó controversia al aceptar el premio literario israelí, el premio Dan David, dotado de un millón de dólares.